# Краснушкин, Александр Афанасьевич
Александр Афанасьевич Краснушкин (13 октября 1918, Баевка, Симбирская губерния — 12 сентября 1991, Самара) — советский партийный и государственный деятель, первый секретарь Ставропольского (будущего Тольяттинского) горкома ВКП(б) (1955—1958), секретарь парткома на строительстве Куйбышевской ГЭС им. Ленина, начальник Куйбышевского областного управления кинофикации, народный депутат.

## Биография
Александр Краснушкин родился 13 октября 1918 года в селе Баевка (ныне — Кузоватовского района Ульяновской области). В 1930-х годах был активным сельским корреспондентом районной газеты «Коллективный труд» и учителем начальных классов в селе Баевка. Одним из первых ушёл на фронт в начале Великой Отечественной войны. На Юго-Западном направлении в августе 1941 года был контужен. По выздоровлении служил политруком роты, комиссаром батальона и помощником начальника политотдела по работе среди комсомольцев, 16-й Запасной стрелковой бригады. С ноября 1943 года работал в должности старшего инструктора политуправления ОрВО. Получил звание капитана.
1946—1950 год — секретарь Ставропольского райкома РК ВКП(б) по кадрам;
1949—1953 год окончил Куйбышевский педагогический институт;
1955—1958 год — первый секретарь Ставропольского (будущего Тольяттинского) горкома ВКП(б);
1958—1961 год — секретарь парткома Куйбышевской ГЭС;
1961—1963 год — начальник отдела культуры исполкома Куйбышевского областного Совета депутатов трудящихся;
1963—1980 год — начальник Куйбышевского областного управления кинофикации;
1969—1977 год — народный депутат Куйбышевского областного Совета депутатов трудящихся;
С 1980-х годов — персональный пенсионер РСФСР. Скончался 12 сентября 1991 года, похоронен на Рубёжном кладбище в Самаре.

## Награды
- Медаль «За боевые заслуги»

Могила А. А. Краснушкина с супругой на Рубежном кладбище

- Медаль «За победу над Германией в Великой Отечественной войне 1941—1945 гг.»
- Медаль «За освоение целинных земель» (1957)
- Орден Ленина (1958) — за достигнутые успехи при строительстве Куйбышевской ГЭС
- Орден «Знак Почёта» (1967) — за заслуги в развитии советской кинематограф
- Орден Трудового Красного Знамени (1971)
- Орден Трудового Красного Знамени (1976)
- Медаль «Ветеран труда» (1980)
- Орден Отечественной войны 1 степени (1985)